# David Horejš
David Horejš (* 19. května 1977 Prachatice) je český fotbalový trenér, který od února 2024 vede český klub FC Hradec Králové, a bývalý profesionální fotbalista, který hrával na pozici středního obránce.
V nejvyšší české fotbalové lize odehrál 209 utkání, z toho 187 v dresu SK Dynama České Budějovice.

## Hráčská kariéra
Horejš je odchovancem prachatického Tatranu. V roce 1998 přestoupil do českobudějovického Dynama a s výjimkou hostování v Třeboni (2000) a v Brně (v sezóně 2005/06) za něj hrál nepřetržitě až do ledna 2012.
Ke svému prvnímu ligovému zápasu nastoupil 17. října 1999 v utkání Dynamo s Baníkem Ostrava (remíza 2:2) a v základní sestavě Dynama se začal pravidelně nastupovat od roku 2001, kdy mužstvo sestoupilo do druhé ligy. Od sezóny 2006/07 až do ledna 2012 byl kapitánem mužstva. Postupně se propracoval do popředí historické tabulky hráčů Dynama s nejvyšším počtem odehraných zápasů – po sezóně 2008/09 byl pátý, v další sezóně se i přes operaci zraněného kolene posunul na čtvrté místo a o rok později na třetí. V zimní přestávce sezóny 2011/12 byl v klubu po příchodu Tomáše Řepky přetlak stoperů, a tak při prvním zužování kádru po třech týdnech zimní přípravy ukončil Horejš po třinácti sezonách své působení v A-mužstvu Dynama. K vyrovnání klubového rekordu mu zbývalo odehrát 3 ligová utkání a v historickém pořadí mu patří 2. místo za Ladislavem Fujdiarem a před Karlem Váchou.

## Trenérská kariéra

### České Budějovice
Od ledna 2012 pracoval na plný úvazek ve Sportovním centru mládeže SK Dynamo České Budějovice. Nejprve trénoval starší žáky (U14) a v létě 2013 se stal asistentem hlavního trenéra Petra Skály u staršího dorostu (U19). V březnu 2015 se stal asistentem nového kouče A-týmu Františka Cipra a dne 12. října 2015 se stal hlavním trenérem prvního mužstva. Horejš převzal České Budějovice ve druhé lize a po postupu v ročníku 2018/19 se s týmem v každé sezoně vyhnul záchranářským bojům. Po sedmém a 13. místě jeho svěřenci obsadili v roce 2022 desátou příčku. Z funkce hlavního trenéra Českých Budějovic byl propuštěn 2. května 2022.

### Jablonec
Dne 19. května 2022 převzal FK Jablonec. S Jabloncem skončil v sezóně 2022/23 po základní části ligy na 11. příčce a sestoupil s týmem do skupiny o udržení. Po pěti zápasech ve skupině skončil Jablonec na konečné 13. příčce s tříbodovým náskokem na Pardubice, které skončily v baráži o udržení. Po sezóně Horejš klub opustil, vedení klubu vyhodnotilo uplynulou sezonu nejvyšší soutěže jako neúspěšnou a šestačtyřicetiletého kouče odvolalo i s celým realizačním týmem.

### Hradec Králové
V únoru 2024 převzal roli hlavního trenéra týmu FC Hradec Králové. kde ze zdravotních důvodů skončil Václav Kotal. Jeho asistentem se stal bývalý profesionální fotbalista Lukáš Vácha.

## Klubové statistiky
| Sezona  | Klub                       |       | Soutěž  | Zápasy | Góly |
| ------- | -------------------------- | ----- | ------- | ------ | ---- |
| 1997/98 | TJ Tatran Prachatice       | Česko |         |        |      |
| 1998/99 | SK Dynamo České Budějovice | Česko | 2. liga | 6      | 0    |
| 1999/00 | SK Dynamo České Budějovice | Česko | 1. liga | 6      | 0    |
| 2000/01 | SK Dynamo České Budějovice | Česko | 1. liga | 6      | 0    |
| 2001/02 | SK Dynamo České Budějovice | Česko | 2. liga | 22     | 1    |
| 2002/03 | SK Dynamo České Budějovice | Česko | 1. liga | 17     | 0    |
| 2003/04 | SK Dynamo České Budějovice | Česko | 1. liga | 26     | 0    |
| 2004/05 | SK Dynamo České Budějovice | Česko | 1. liga | 15     | 0    |
| 2005/06 | 1. FC Brno                 | Česko | 1. liga | 22     | 1    |
| 2006/07 | SK Dynamo České Budějovice | Česko | 1. liga | 22     | 0    |
| 2007/08 | SK Dynamo České Budějovice | Česko | 1. liga | 27     | 4    |
| 2008/09 | SK Dynamo České Budějovice | Česko | 1. liga | 25     | 0    |
| 2009/10 | SK Dynamo České Budějovice | Česko | 1. liga | 14     | 3    |
| 2010/11 | SK Dynamo České Budějovice | Česko | 1. liga | 21     | 1    |
| 2011/12 | SK Dynamo České Budějovice | Česko | 1. liga | 8      | 0    |